# سداسي نتروكوبالتات الصوديوم
سداسي نترو كوبالتات الصوديوم والذي يعرف أيضاً باسم كوبالتي نتريت الصوديوم عبارة عن مركب تساندي له الصيغة Na3Co(NO2)6، ويكون على شكل بلورات صفراء.

## الخواص
- تتألف بنية المعقد من ذرة كوبالت مركزية يحيط بها ست ربيطات من النترو NO2. يكون الكوبالت في هذا المعقد بحالة أكسدة +3، أما الربيطات المحيطة فتكون كل منها حاملة لشحنة -1، بالتالي فمحصلة شحنة أيون كوبالتي نتريت عبارة عن -3، لذلك لزم لاعتدال الشحنة وجود 3 كاتيونات من الصوديوم.
- ينحل كوبالتي نتريت الصوديوم في الماء، في حين أن أملاح كوبالتي نتريت البوتاسيوم أو الأمونيوم راسبة.

## التحضير
يحضر المعقد من تفاعل أكسدة أملاح الكوبالت الثنائي المائية (هيدرات) في وسط حمضي بوجود أيونات النتريت. فعلى سبيل المثال يتفاعل سداسي هيدرات كلوريد الكوبالت الثنائي مع نتريت الصوديوم في وسط من حمض الخليك بوجود الأكسجين ليعطي سداسي نترو كوبالتات الصوديوم (كوبالتي نتريت) حسب المعادلة:
{\displaystyle {\rm {2[Co(H_{2}O)_{6}]^{2+}+12NO_{2}^{-}+2CH_{3}COOH+{\tfrac {1}{2}}O_{2}\rightarrow \,}}}{\displaystyle {\rm {2[Co(NO_{2})_{6}]^{3-}+2CH_{3}COO^{-}+13H_{2}O\,}}}

## الاستخدامات
يستخدم في الكيمياء التحليلية ككاشف نوعي للكشف عن شوارد (أيونات) البوتاسيوم والأمونيوم بغياب بعض الكاتيونات الأخرى، حيث يتشكل راسب أصفر. كما يستخدم أيضاً للكشف عن أيونات الثاليوم الأحادي حيث يترسب ملح Tl3[Co(NO2)6] من المحلول.
من الممكن إجراء تحليل كمي أيونات البوتاسيوم باستخدام كوبالتي نتريت الصوديوم، فعندما يترسب الملح المزدوج K2Na[Co(NO2)6].H2O فإنه يجفف ويوزن.